# Daniel Popescu (politician)
Nicolae Daniel Popescu (n. 31 mai 1981, Câmpulung Moldovenesc, Suceava, România) este consultant educațional și co-fondator al Asociației Bucovina Curată, un ONG care militează pentru protecția mediului și transparentizarea activității administrației publice.
În legislatura 2016-2020 a fost deputat al USR pentru Circumscripția Nr. 43 pentru cetățenii români cu domiciliul în afara țării. A candidat la alegerile din 2016, dar a fost validat pe 19 aprilie 2017 după ce deputatul Manuel Costescu a demisionat din Parlament. Daniel Popescu a fost vicepreședinte al Comisiei pentru comunitățile de români din afara granițelor țării, membru al Comisiei pentru apărare, ordine publică și siguranță națională și membru al Comisiei de agricultură și silvicultură. Din 4 februarie 2019, a fost și vicelider al grupului parlamentar USR din Camera Deputaților.

## Biografie
Daniel Popescu este căsătorit și are doi copii. Este originar din Câmpulung Moldovenesc, unde a studiat până la terminarea liceului. În anul 2000 a plecat la Iași, unde a absolvit Facultatea de Științe Juridice la Universitatea „Petre Andrei” și un master în studii europene, Politică și Integrare Europeană, la Centrul de Studii Europene al Universității „Alexandru Ioan Cuza”. În 2006 a fost bursier al programului “Leonardo da Vinci” în Marea Britanie, și absolvent al Programului Aspen pentru Tineri Lideri, promoția 2008. În Marea Britanie, a absolvit mai multe cursuri de specializare în domeniul educației, cercetării și managementului. În 2017 a absolvit un curs postuniversitar în domeniul securității și apărării naționale la Universitatea Națională de Apărare „Carol I” din București.

## Distincții
În 2015, a primit din partea Ambasadei României la Londra distincția «Diploma Ambasadorului» la categoria «Comunitate Românească». Premiul i-a fost decernat pentru rolul pozitiv avut în procesul de integrare academică și profesională a românilor în societatea britanică, pentru îmbunătățirea sistemului de recunoaștere a diplomelor românești în Regatul Unit și a percepției organizațiilor și universităților britanice despre sistemul de educație românesc.

## Experiență profesională
Daniel Popescu a fost manager în cadrul departamentului de cercetare al Centrului Național de Informare și Recunoaștere Academică din Marea Britanie (UK NARIC). Anterior a ocupat funcția de cercetător în educație și specialist în recunoașterea studiilor, în cadrului aceluiași departament. De asemenea, Daniel Popescu este și fondatorul RPRS Arhivat în 19 mai 2017, la Wayback Machine. (Rețeaua Profesioniștilor Români din Străinătate), o platformă gratuită de informare a românilor din străinătate.
O componentă a activității sale în cercetare la UK NARIC a constat în îmbunătățirea sistemului de recunoaștere a calificărilor academice și profesionale prin introducerea de noi niveluri de echivalare în Marea Britanie a calificărilor din: țările din Europa de Centrală și de Sud-Est, precum Polonia, Ungaria, România, Moldova; statele din Balcanii de Vest; țările din Caucaz; statele din Asia Centrală; și țările vorbitoare de limba franceză din Africa.
Începând cu 2011, în calitate de specialist în educație internațională, a introdus în sistemul britanic de recunoaștere și echivalare mai multe calificări profesionale românești, cum ar fi certificatele/diplomele de studii obținute în sistemul de formare profesională pentru adulți ori în sistemul național de învățământ preuniversitar, documente care dovedesc calificarea într-o meserie. Acest fapt a facilitat integrarea a zeci de mii de muncitori calificați, profesioniști sau studenți români pe piața muncii din Marea Britanie (în special în construcții, sănătate și învățământ).

## Activitate civică în Diaspora
În 2006, Daniel Popescu a ajuns în Marea Britanie ca bursier al programului "Leonardo da Vinci". Un an mai târziu, a fost angajat ca ofițer de informare în cadrul departamentului de echivalare al UK NARIC. Din 2008 a început să cunoască problemele comunităților românești de peste granițe: restricțiile pe piața muncii, exploatarea la locul de muncă, lipsa de informații necesare unei bune integrări socio-profesionale în țara gazdă, imaginea mult mult depreciată a României și românilor din străinătate ori nerecunoașterea calificărilor profesionale. Experiența sa și a altor tineri cu activitate în alte domenii a condus la crearea platformei Rețeaua Profeșionistilor Români din Străinătate Arhivat în 19 mai 2017, la Wayback Machine..
Ca activist civic, prin intermediul RPRS, a inițiat, co-organizat și/sau participat la campanii și seminarii gratuite de informare a românilor din UK (de exemplu, Londra, Glasgow, Wembley Arhivat în 20 mai 2017, la Wayback Machine.), a inițiat o rubrică de promovare a modelelor sociale și profesionale de succes din comunitațile românești de peste granițe. Platforma RPRS cuprinde materiale informative, educative și de încurajare a cresterii potențialului profesional în străinătate.

### Brexit
A informat activ comunitățile românești din Regatul Unit după ce britanicii au votat pentru ieșirea din blocul comunitar, prin referendum-ul din 23 iunie 2016. A recomandat cetățenilor români din UK să rămână informați corect și să privească speculațiile din presă cu precauție și moderație. După preluarea mandatului, a fost singurul parlamentar care a informat periodic comunitatea românească din UK despre procesul de ieșire a Marii Britanii din Uniunea Europeană.
A participat la întâlniri cu membrii ai comunității românești, reprezentanți ai orgnizațiilor nonguvernamentale, ai diplomației și reprezentanți ai parlamentului britanic în cadrul carora i-a asigurat pe cetățenii români că guvernul britanic le va respecta drepturile la fel ca în cazul oricărui cetățean al Uniunii Europene.
I-a încurajat pe toți românii care au intenționat să rămână în Marea Britanie după 31 decembrie 2020 (data la care s-a terminat perioada de tranziție) să facă pașii administrativi necesari pentru a obține noul tip de rezidență «EU Settlement Scheme», dacă nu au încă un document de rezidență sau cetățenia britanică.

## Principalele realizări în Parlament, cu impact direct asupra județului Suceava
- “Fără Penali în Funcții Publice” (Propunere legislativă[nefuncțională – arhivă]
 privind inițiativa cetățenească de revizuire a Constituției României)[14]

În perioada aprilie-august 2018, Daniel Popescu a străbătut la pas mai multe localități din județul Suceava pentru a promova campania "Fără penali în funcții publice". În județul Suceava voluntarii au strâns peste 36.000 de semnături, cele mai însemnate contribuții provenind din municipiile: Suceava (12.949), Câmpulung Moldovenesc (2.599), Fălticeni (2.125), Rădăuți (2.011), Vatra Dornei (1.561), orașul Gura Humorului (1.143).
- “Legea zonelor metropolitane 2.0[nefuncțională – arhivă]
” (Lege 190/2019 pentru modificarea Legii nr. 351/2001 privind aprobarea Planului de amenajare a teritoriului national - Sectiunea a IV-a - Reteaua de localităti)

Legea permite și municipiilor de rangul II din județul Suceava (Suceava, Câmpulung Moldovenesc, Fălticeni, Rădăuți și Vatra Dornei) să își înființeze zone metropolitane. Această modificare ar putea duce la creșterea vitezei de dezvoltare a celor 89 de municipii de rang II din România, mai ales că finanțările europene din 2021 se vor adresa cu precădere acestui tip de asocieri urbane.
- “Legea apiculturii” (promulgată, în vigoare din 2020 - Lege 79/2020 pentru modificarea și completarea Legii apiculturii nr.383/2013[nefuncțională – arhivă]
)

După dezbateri ample cu apicultorii și reprezentanți ai unor asociații de apicultori din mai multe județe (în special din Suceava, Bistrița-Năsăud și Călărași), am introdus următoarele modificări la legea apiculturii:  
- etichetarea corectă a produselor românești și interzicerea simbolurilor românești pe eticheta produselor cu altă proveniență decât cea națională;
- protecție mai mare a albinei autohtone prin finanțarea proiectelor și măsurilor în care se utilizează material genetic apicol autohton;
- programe proprii de ameliorare și înființarea de evidențe zootehnice și genealogice de către organizațiile și asociațiile acreditate de Agenția Națională pentru Zootehnie (ANZ);
- eliminarea din lege a unor formulări ce puteau genera asupra apicultorilor abuzuri din partea unor autorități de control.
- Înființarea "DNA-ului Pădurilor” Arhivat în 11 martie 2024, la Wayback Machine. (Direcției de Investigare a Infracțiunilor de Mediu - DIIM) - inițiativă USR adoptată în 2020 în Parlament, dar declarată neconstituțională de CCR, în urma unei sesizări depuse de Guvern[20].

DIIM ar fi avut un impact semnificativ în activitatea autorităților statului din județul Suceava față de infracțiunile contra mediului. În județul Suceava, ar fi permis identificărea unor posibile infracțiuni în proiectul construirii depozitului de deșeuri din Pojorâta (groapa de gunoi din pasul Mestecăniș) și ar fi redus tăierile ilegale de păduri. DIIM ar fi avut procurori și polițiști specializați pe infracțiuni de mediu, specialiști care să lucreze împreună cu aceștia, astfel încât să scoatem România de pe lista țărilor care nu se dedică protecției mediului, precum și prezervării și valorificării sustenabile a resurselor naturale.
Direcția putea fi o investiție într-un trai mai bun și un mediu mai curat al viitoarelor generații. Am dorit să scoatem România de pe lista țărilor care nu se dedică protecției mediului, precum și prezervării și valorificării sustenabile a resurselor naturale. Inițiativa a dat curaj colegilor din parlament și parlamentul european să redepună propunerea în 2022.
- Lege 150/2020 Arhivat în 11 martie 2024, la Wayback Machine. pentru asigurarea condițiilor superioare de bunăstare a animalelor vii în timpul transportului de lungă durată în afara spațiului comunitar

Au fost aduse îmbunătăți la cadrul legislativ pentru transportul de animale vii în afara spatiului extra-comunitar. A fost un proiect transpartinic al membrilor Comisiei pentru agricultură. Au fost introduse condiții clare în care se poate efectua un asemenea transport astfel încat să nu mai vedem animale chinuite, deshidratate, înghesuite în camioane supraaglomerate, la temperaturi caniculare (35-45 grade celsius) și timpi mari de așteptare în interiorul frontierelor.
- Lege 197/2020 Arhivat în 11 martie 2024, la Wayback Machine. pentru modificarea și completarea Legii nr. 46/2008 - Codul silvic[24]

Amendamentele depuse la Comisia de resort au fost inspirate din realitățile dezastruoase din pădurile județului natal Suceava. La elaborarea acestora au fost consultați și implicați specialiști, reprezentanți ai organizațiilor non-guvernamentale, activiști de mediu, specialiști din mediul academic și silvicultori din sistem, în special din județul Suceava.

### Groapa de gunoi din Pasul Mestecăniș
Daniel Popescu a fost primul parlamentar sucevean care a prezentat în mod repetat în Parlament cazul absurd al construirii unui depozit de deșeuri în vârful unui munte, în pasul Mestecăniș. Încă de la preluarea mandatului în 2017, Daniel Popescu a constituit un grup de lucru și inițiativă locală cu o voce mai puternică și eficientă împotriva procedurilor de dare în funcțiune depozitului de deșeuri. Ulterior, grupul a dobândit personalitate juridică și își desfășoară activitatea în județul Suceava prin intermediul Asociației Bucovina Curată.

### Comisii de anchetă
Daniel Popescu a mai facut parte din Comisia parlamentară de anchetă privind situația cazurilor copiilor dispăruți Arhivat în 11 martie 2024, la Wayback Machine. (membru), Comisia parlamentară de anchetă comună pentru investigarea eventualelor nereguli și fraude semnalate în spațiul public cu ocazia derulării procesului electoral la alegerile din 26 mai 2019 (secretar), și Comisia parlamentară de anchetă privind achizițiile și gestionarea stării de urgență Arhivat în 11 martie 2024, la Wayback Machine.. 